# Ommatius compactus
Ommatius compactus là một loài ruồi trong họ Asilidae. Ommatius compactus được Becker miêu tả năm 1925. Loài này phân bố ở miền Ấn Độ - Mã Lai.